# Vok I. z Kravař
Vok I. z Kravař († před březnem 1329) byl moravský šlechtic z rodu pánů z Kravař, první historicky doložitelný člen tohoto rodu. Působil jako krakovsko-sandoměřský hejtman.

## Život
Starší literatura uvádí, že praotcem rodu Kravařů je Drslav z rodu Benešoviců, který měl syna Voka. Novodobí autoři historických publikací však píší, že Vok, syn Drslavův a Vok z Benešova a Kravař byly dvě rozdílné osoby. Ve starší literatuře se též mylně slučuje Vok z Benešova a Kravař a Vok I. z Kravař v jednu historickou osobu. Staří i noví autoři se však shodují v tom, že otce Voka I. z Kravař nelze bezpečně historicky doložit, protože rodiče tohoto šlechtice se nikde neuvádějí. Zdá se však, že otcem Voka I. z Kravař (1300–1329) byl Vok z Kravař a Benešova (1274–1283) z rodu Benešoviců.
V každém případě je Vok I. z Kravař prvním historicky doložitelným členem rodu pánů z Kravař. První písemná zmínka o něm pochází z 31. března 1300, kdy se uvádí jako krakovsko-sandoměřský hejtman. V roce 1303 je uveden na královské listině a zdá se, že již tehdy byl spjat s nejvyššími místy Českého království. 
Roku 1308 uzavřel Vok z Kravař smlouvu s Ekkonem, mistrem templářského řádu, na pronájem městečka Vsetín s hradem Freundsbergem na 31 let. Po korunovaci Jana Lucemburského českým králem se stal Vok u Kravař jeho straníkem a prokazoval mu svoje služby. Roku 1312 podnikl Jan Lucemburský trestnou výpravu proti odbojným šlechticům na Moravě, při kterém byl mimo jiné konfiskován majetek Friduše z Linavy, mezi který patřil hrad Plumlov, Drahuš a Helfštejn a k nim náležející panství. Tento majetek získal před rokem 1325 právě Vok z Kravař. Vok získal též rozsáhlý majetek kolem Nového Jičína. Roku 1316 je Vok z Kravař uváděn jako podkomoří Českého království. Za své zásluhy také získal město Fulnek. 27. března roku 1323 koupil v Olomouci dům a od roku 1324 se uvádí jako nejvyšší komorník olomoucké cúdy. Poslední písemná zmínka o Vokovi pochází z 20. listopadu 1327. V tomto období zřejmě došlo k rozdělení Vokova majetku. Ten se jako nebožtík uvádí v březnu roku 1329.

### Manželství a potomstvo
Vok I. z Kravař byl minimálně dvakrát ženat, ovšem o jeho manželkách se nezachovaly žádné zprávy. Zanechal po sobě čtyři syny. Nejstarším byl Vok II. z Kravař, který byl zakladatelem plumlovsko-strážnické větve rodu. Dalším synem byl Beneš I. z Kravař, který se dal na dráhu duchovního a je uváděn v roce 1337 jako kanovník pražský a v roce 1355 jako kanovník olomoucký a boleslavský. Dalším synem byl Ješek z Kravař, nejvyšší komorník olomoucké cúdy v letech 1329–1368. Nejmladším synem byl Drslav z Kravař, který byl zakladatelem fulnecko-jičínské větve rodu pánů z Kravař.